# Dauphin (St. Lucia)
Dauphin (von französisch für Delfin, beziehungsweise Thronfolger, Prinz) ist ein Ort im Quarter (Distrikt) Gros Islet an der Ostküste des Inselstaates St. Lucia in der Karibik.

## Geographie
Dauphin ist ein abgelegener Ort im Osten der Insel, im Bezirk Monchy/La Borne/Sans Souci. Der Ort liegt im Tal des Dauphin River der unterhalb des Ortes in einer tiefen Bucht mündet.

## Geschichte
Der Ort war lange Zeit der Hauptort des Quarter (Distrikt) Dauphin, bis dieser (2017?) in Gros Islet aufging.